# Sverige-Tyskland
Sverige-Tyskland var en svensk tidskrift utgiven av Riksföreningen Sverige–Tyskland.
Tidskriften började ges ut 1938 som organ för Riksföreningen Sverige-Tyskland som hade som ändamål att "på rent svensk grundval, utan ställningstagande i partipolitiken, verka för ett rättvist bedömande av det nya Tyskland" där man ville motverka den hets som man ansåg förekom i svensk press mot Nazi-Tyskland.
Riksföreningen och tidskriften behöll sin pronazistiska hållning under hela kriget.
Tidskriften utkom inte 1946, men viss verksamhet förekom till 1958.
Ansvarig utgivare var:
- Herman Nilsson-Ehle (1938:1)
- P.E. Liljeqvist (1938:2–1941:5)
- Hugo Odeberg (1941:6–1945:3)
- S. Johnsson (1945:4–1950, 1954:2–1958)
- S. Jonsson (1953)